# 蓝天 (围棋棋手)
蓝天（1990年4月19日—），中国浙江省丽水市遂昌县人，中国棋院职业四段。
蓝天5岁时开始学棋，2003年打入晚报杯业余围棋锦标赛决赛，负于时越而获得亚军。同年，蓝天入段，次年获得全国少年赛冠军。2005年拜入俞斌门下学棋，后效力于中国围棋甲级联赛北京大宝队。2007年7月升为四段。